# Broud
Les broud sont des sorbets traditionnels algériens fabriqués artisanalement. Il en existe une multitude de variétés.

## Étymologie
Le mot broud provient de la langue arabe et signifie « froid ».

## Variétés
- Broud ouardi, sorbet à la tomate
- Broud kahwa, sorbet au café
- Broud ghars ou degla, sorbet au deglet nour
- Broud karmos, sorbet aux figues
- Broud chai ou thai, sorbet au thé à la menthe
- Broud ettout, sorbet aux fruits rouges
- Broud fakia, sorbet aux fruits
- Broud kahwa hab, sorbet aux grains de café
- Broud el felle, sorbet au jasmin d'Arabie